# Lobelia wollastonii
Lobelia wollastonii is een soort uit de klokjesfamilie (Campanulaceae). De soort komt voor in Oeganda en Rwanda, waar hij groeit in de hogere delen van het Rwenzori-gebergte en het Virunga-gebergte.